# Église Saint-Hugues d'Anglure-sous-Dun
L'église Saint-Hugues d'Anglure-sous-Dun est une église située sur le territoire de la commune d'Anglure-sous-Dun, dans le département français de Saône-et-Loire et la région Bourgogne-Franche-Comté.

## Historique
L’église a été bâtie vers 1869, date de l’acte de donation du terrain. 
Érigée grâce à la générosité des habitants d'Anglure (alors simple hameau de Mussy-sous-Dun) qui répondirent nombreux à une souscription lancée pour permettre sa construction (et qui se prêtèrent à quantité de charrois de matériaux), cette église est la seule du diocèse d'Autun qui soit placée sous le patronage de saint Hugues, sixième abbé de Cluny.

## Description

### Extérieur
Le clocher, latéral, disposé à droite de la travée du chœur, est à deux étages. Coiffé d'une toiture pyramidale, il abrite deux cloches fondues en 1872, œuvre du même fondeur : Gulliet, de Lyon. La première pèse 550 kg (et sonne en sol), la seconde pesant 250 kg (et sonnant en si bémol). 
L’église présente une nef unique longue de 18,75 m (largeur : 8,80 m), voûtée d’arêtes et divisée en trois travées par des arcs-doubleaux qui retombent sur des piliers engagés dans les murs gouttereaux.

### Intérieur
La nef est éclairée par trois fenêtres, disposées de chaque côté. 
L’abside semi-circulaire, qui est voûtée en cul-de-four plein cintre, est éclairée par trois fenêtres. 
Quant à la travée du chœur, voûtée d’arêtes, elle est séparée de l’abside par un arc-doubleau.

## Mobilier
Le chemin de croix a été offert par l'empereur Napoléon III : quatorze tableaux (provenant de la Maison Chovet, à Paris) représentant les 14 stations.

## Culte
Édifice consacré du diocèse d'Autun relevant de la paroisse de la Nativité (siège à Chauffailles) – qui en est affectataire au titre de la loi de 1905 –, l'église d'Anglure-sous-Dun est un lieu de culte catholique.